# Abouna
Abouna è un film del 2002 diretto da Mahamat Saleh Haroun.